# Beslan Mudranov
Beslan Mudranov (* 7. července 1986 Baksan) je ruský zápasník kabardské národnosti, olympijský vítěz z roku 2016.

## Kariéra
Zápasit začal v dětství v rodném Baksanu. Ve 13 letech se začal specializovat na sambo a volným styl. S přesunem do Armaviru v roce 2006 se seznámil s judem pod vedením Rudolfa Babojana a do tří let byl členem širší ruské judistické reprezentace. Jeho osobním trenérem je Chasanbi Taov. V roce 2012 musel ustoupit v nominaci na olympijské hry Londýně Arsenu Galsťanovi. V roce 2016 se kvalifikoval na olympijské hry v Riu. Na olympijský turnaj se připravil velmi dobře, nerozhodila ho ani dopingová aféra ruského sportu několik týdnů před hrami. Se svými soupeři neztratil jediný bod, ve finále porazil v prodloužení technikou de-aši-harai Kazacha Jeldose Smetova a získal zlatou olympijskou medaili.

### Vítězství
- 2010 - 2x světový pohár (São Paulo, Abú Dhabí)
- 2012 - 2x světový pohár (Lisabon, Abú Dhabí)
- 2013 - 2x světový pohár (Rijeka, Abú Dhabí)
- 2014 - 1x světový pohár (Samsun)
- 2015 - 2x světový pohár (Santiago, Montevideo)

## Výsledky
| Turnaj             | 2010            | 2011            | 2012            | 2013            | 2014            | 2015            | 2016            | 2017            | 2018            |
| Turnaj             | 24              | 25              | 26              | 27              | 28              | 29              | 30              | 31              | 32              |
| Turnaj             | superlehká váha | superlehká váha | superlehká váha | superlehká váha | superlehká váha | superlehká váha | superlehká váha | superlehká váha | superlehká váha |
| ------------------ | --------------- | --------------- | --------------- | --------------- | --------------- | --------------- | --------------- | --------------- | --------------- |
| Olympijské hry     |                 |                 | —               |                 |                 |                 | 1.              |                 |                 |
| Mistrovství světa  | 5.              | úč.             |                 | úč.             | 2.              | úč.             |                 | —               |                 |
| Evropské hry       |                 |                 |                 |                 |                 | 1.              |                 |                 |                 |
| Mistrovství Evropy | 5.              | úč.             | 1.              | —               | 1.              | 1.              | —               | —               | 3.              |